# Frida Eldebrink
Frida Eldebrink (née le 4 janvier 1988 à Östertälje, Suède), est une joueuse suédoise de basket-ball.

## Biographie
Elle est la fille du lanceur de poids Kenth Eldebrink, médaillé de bronze aux Jeux olympiques de Los Angeles en 1984, et la nièce du joueur de hockey sur glace Anders Eldebrink, médaillé de bronze aux Jeux olympiques de Calgary en 1988. Elle a une sœur jumelle, Elin Eldebrink, également basketteuse professionnelle.
Elle signe à l'été 2012 à Bourges, mais est victime en décembre d'une blessure au poignet qui la force à déclarer forfait pour la suite de la saison, alors qu'elle tournait à 10,4 points par match en Championnat et 12,6 points en Euroligue. Pour 2013-2014, elle rejoint le club espagnol de Rivas Ecópolis. Elle décroche le titre national avec Madrid au terme d'une belle saison (13,7 points, 3,3 rebonds, 2,4 passes décisives, 2,3 balles perdues en championnat et 12,4 points, 2,8 rebonds et 1,8 passe décisive en Euroligue). Le club ayant un budget en baisse pour l'année suivante, elle rejoint le club de Beşiktaş, septième du championnat turc. Après une saison avec des moyennes de 13,8 points, 5,1 rebonds, 4,7 passes décisives et 3,3 balles perdues en Eurocoupe, elle signe en juin 2015 pour le club russe du Dynamo Koursk.

## Club
| Saisons   | Équipe                  | Pays     |
| 2006-2008 | Telge Energi Södertälje | Suède    |
| 2008-2010 | Tarbes Gespe Bigorre    | France   |
| 2010-2011 | Gambrinus Brno          | Tchéquie |
| 2011-2012 | USK Prague              | Tchéquie |
| 2012-2013 | Tango Bourges Basket    | France   |
| 2013-2014 | Rivas Ecópolis          | Espagne  |
| 2014-2015 | Beşiktaş JK İstanbul    | Turquie  |
| 2015-2016 | Dynamo Koursk           | Russie   |
| 2016-2017 | Mersin BB SK            | Turquie  |
| 2017-2018 | Botaş SK Adana          | Turquie  |
| 2018-2019 | KSC Szekszárd           | Hongrie  |
| 2019-2020 | Botaş SK Adana          | Turquie  |
| 2020-2022 | Uni Gérone CB           | Espagne  |
| 2022-2024 | Södertälje BBK          | Suède    |
| 2024-2025 | C’ Chartres MBF         | France   |
| 2025-…    | CB Jairis (es)          | Espagne  |

## Palmarès

### En club
- Championne de France :  2010 avec Tarbes
- Championne d’Espagne : 2014[6]
- Championne de Suède : 2024

### En sélection
- Championnat d’Europe
  - Vainqueur de la Division B du championnat du monde des 21 ans et moins 2008

- Championnat du monde
  -  Vice-championne du monde au championnat du monde des 19 ans et moins 2007 en Slovaquie

## Distinctions personnelles
- Élue meilleure joueuse du championnat du monde des 19 ans et moins 2007